# Borkumer Kleinbahn
Borkumer Kleinbahn – kolej wąskotorowa w Niemczech, w kraju związkowym Dolna Saksonia na wschodniofryzyjskiej wyspie Borkum. Kolej łączy port promowy z miastem. Licząca 7,44 km linia kolejowa ma 900 mm rozstaw szyn.

## Historia

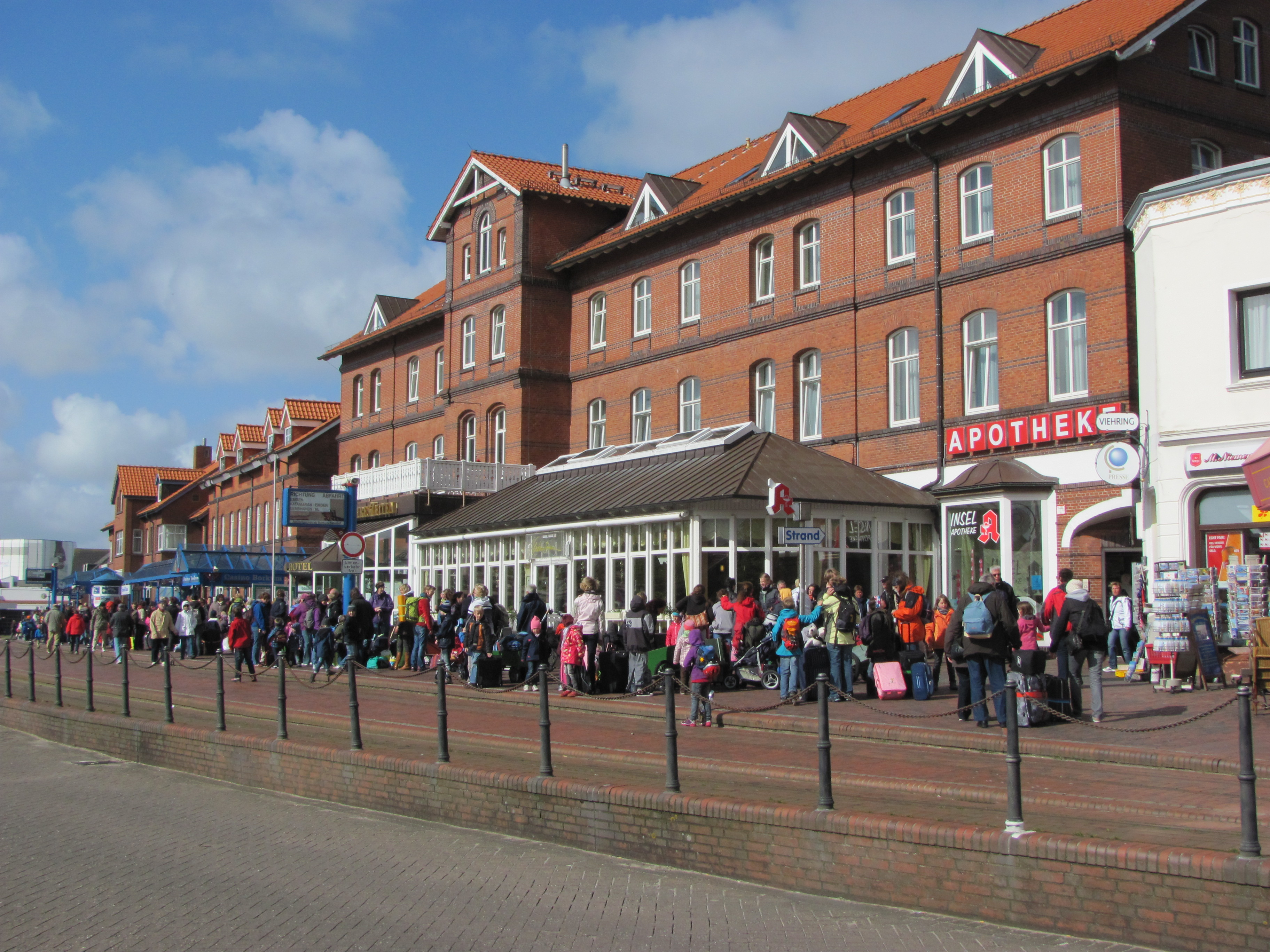
Stacja Borkum

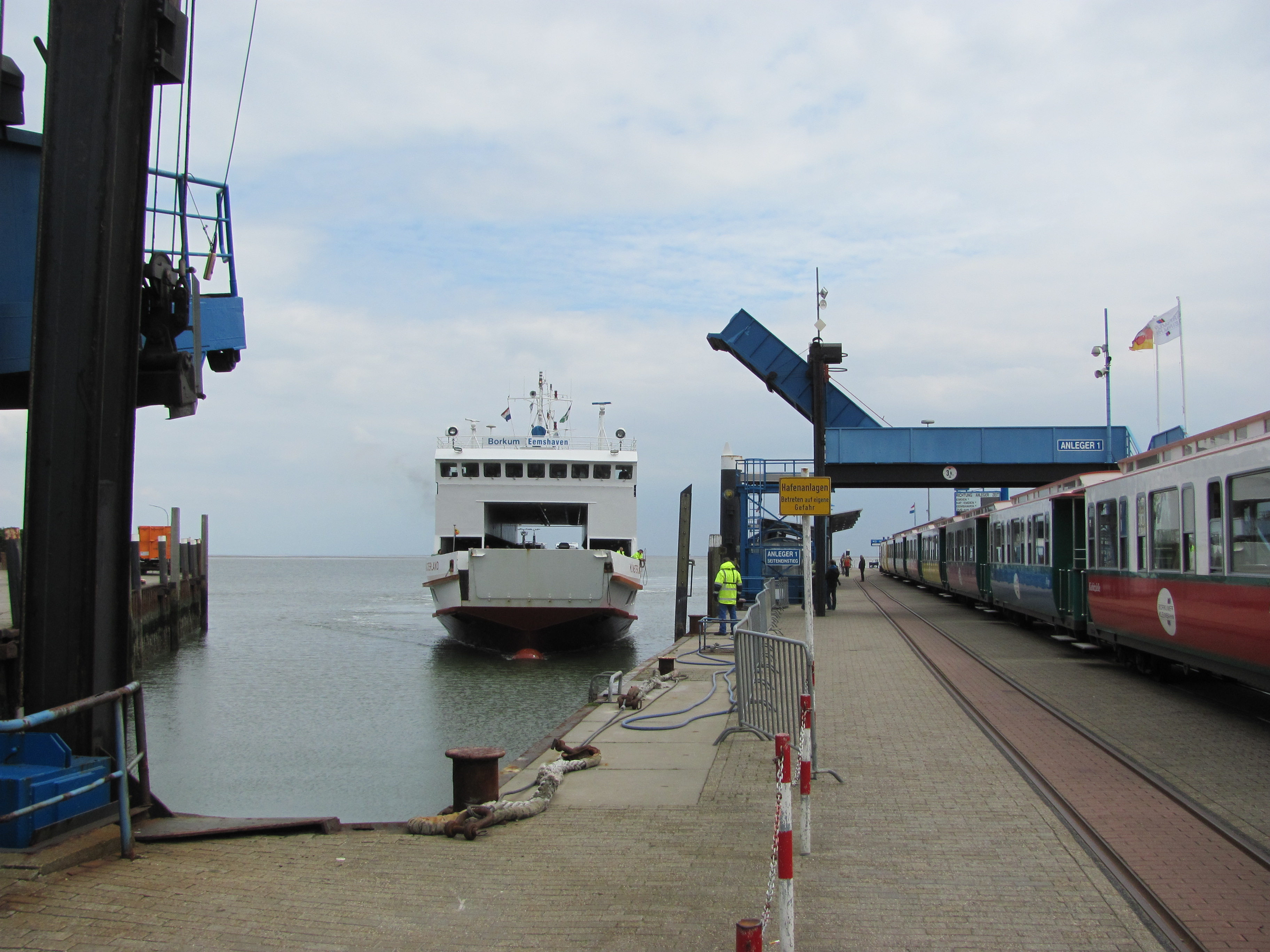
Przesiadka między statkiem a pociągiem w porcie

Po zniszczeniu starej latarni przez pożar w 1879 roku na Borkum zbudowano tramwaj konny. Miało to na celu przetransportowanie materiałów do budowy nowej latarni morskiej z Morza Wattowego do centrum miasta Borkum. W 1885 roku, po długich negocjacjach między firmą budowlaną a operatorem kolei konnej Habich & Goth, miastem Emden i Dyrekcją Finansową z Hanoweru wydano licencję na eksploatację linii kolejowej przez 30 lat.
15 czerwca 1888 roku nastąpiło oddanie do użytku linii, która została dostosowana do obsługi cięższych składów. Od główne linii odchodził szereg bocznic, którymi dowożono materiały do konserwacji falochronów. Jedna z bocznic była również używana do ruchu pasażerskiego na północną plażę i otrzymał nazwę Nordstrandbahn. Na początku istnienia trasy operator linii musiał wielokrotnie reagować na zniszczenie przez fale sztormowe. Wschodnia część trasy została najpierw położona na równi pływowej, następnie na ufortyfikowanej zaporze z piasku, a gdy ta nie wytrzymała fal sztormowych, została zastąpiona w dwóch miejscach mostem palowym w 1895 i 1896 roku, który z kolei w 1910 roku został ponownie przekształcony w groblę. Ryzyko ekonomiczne związane z obsługą linii okazało się zbyt duże dla prywatnej firmy, w efekcie czego w 1902 roku doszło do powstania spółki akcyjnej pomiędzy Habich & Goth a AG Ems, która otrzymała nazwę Borkumer Kleinbahn- und Dampfschiffahrt-AG.
W 1902 roku po tym, jak cesarz Wilhelm II nadał wyspie Borkum status twierdzy morskiej, linia między molo a miastem Borkum została rozbudowana przy pomocy Cesarstwa Niemieckiego do trasy dwutorowej. Celem zwiększenia ilości torów był transport materiałów budowlanych oraz ruch wojskowy. W trakcie I wojny światowej twierdza morska Borkum nie odegrała żadnej roli, a w kierunku wyspy nie padł ani jeden strzał.
Szkody spowodowane nalotami w czasie II wojny światowej były ograniczone. Podczas najbardziej gwałtownego nalotu na obiekty kolejowe w dniu 5 sierpnia 1944 roku zniszczeniu uległy niektóre odcinki w okolicy Borkum oraz parowóz. W tym czasie flota składała się z siedemdziesięciu wagonów i sześciu lokomotyw.
17 lutego 1962 roku w wyniku silnego sztormu zniszczeniu uległo około 900 metrów toru. W ramach komunikacji zastępczej na czas naprawy toru uruchomiono autobusy, które zdecydowano się pozostawić na stałe. W 1968 roku oddano do użytku pierwszy prom samochodowy do Borkum. W rezultacie ruch towarowy był w coraz większym stopniu wykonywany samochodami ciężarowymi, a kolejowy ruch towarowy ustał. W 1972 roku zamknięto dworzec towarowy w porcie. Od lat 70. trasa jest wykorzystywana wyłącznie w transporcie turystów.